# 蒙巴尔捷
蒙巴尔捷（法語：Montbartier，法語發音：[mɔ̃baʁtje]）是法国奧克西塔尼大區塔恩-加龙省的一个市镇，属于蒙托邦区。

## 地理
蒙巴尔捷（43°54'46"N, 1°16'22"E）面积15.01 平方千米，位于法国奧克西塔尼大區塔恩-加龙省，该省份为法国西南部内陆省份，北起顺时针与洛特省、阿韦龙省、塔恩省、上加龙省、热尔省和洛特-加龙省接壤。
与蒙巴尔捷接壤的市镇（或旧市镇、城区）包括：贝桑斯、布雷索勒、康普萨、菲南、圣皮埃尔堡、蒙贝基、蒙泰什。

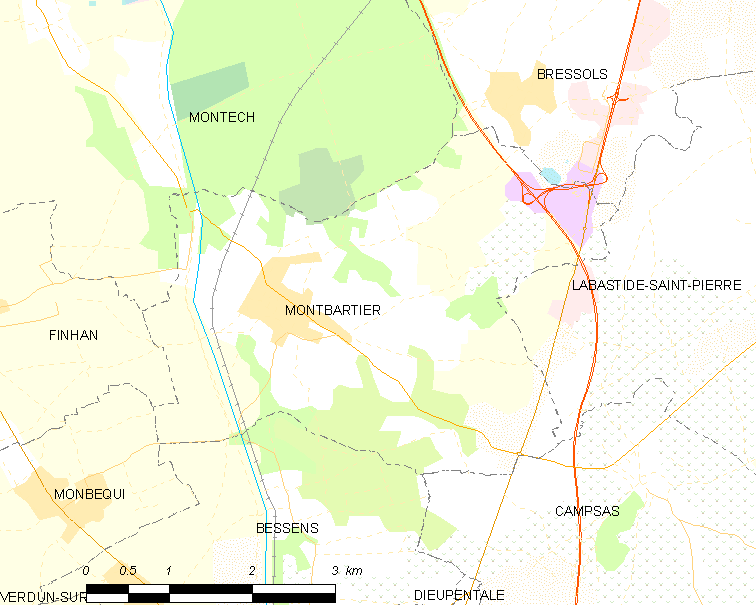
蒙巴尔捷的OSM定位图

蒙巴尔捷的时区为UTC+01:00、UTC+02:00（夏令时）。

## 行政
蒙巴尔捷的邮政编码为82700，INSEE市镇编码为82123。

## 政治
蒙巴尔捷所属的省级选区为蒙泰什县。

## 人口

1962-2008年间蒙巴尔捷人口变化图示

蒙巴尔捷于2022年1月1日时的人口数量为1727人。

## 图集

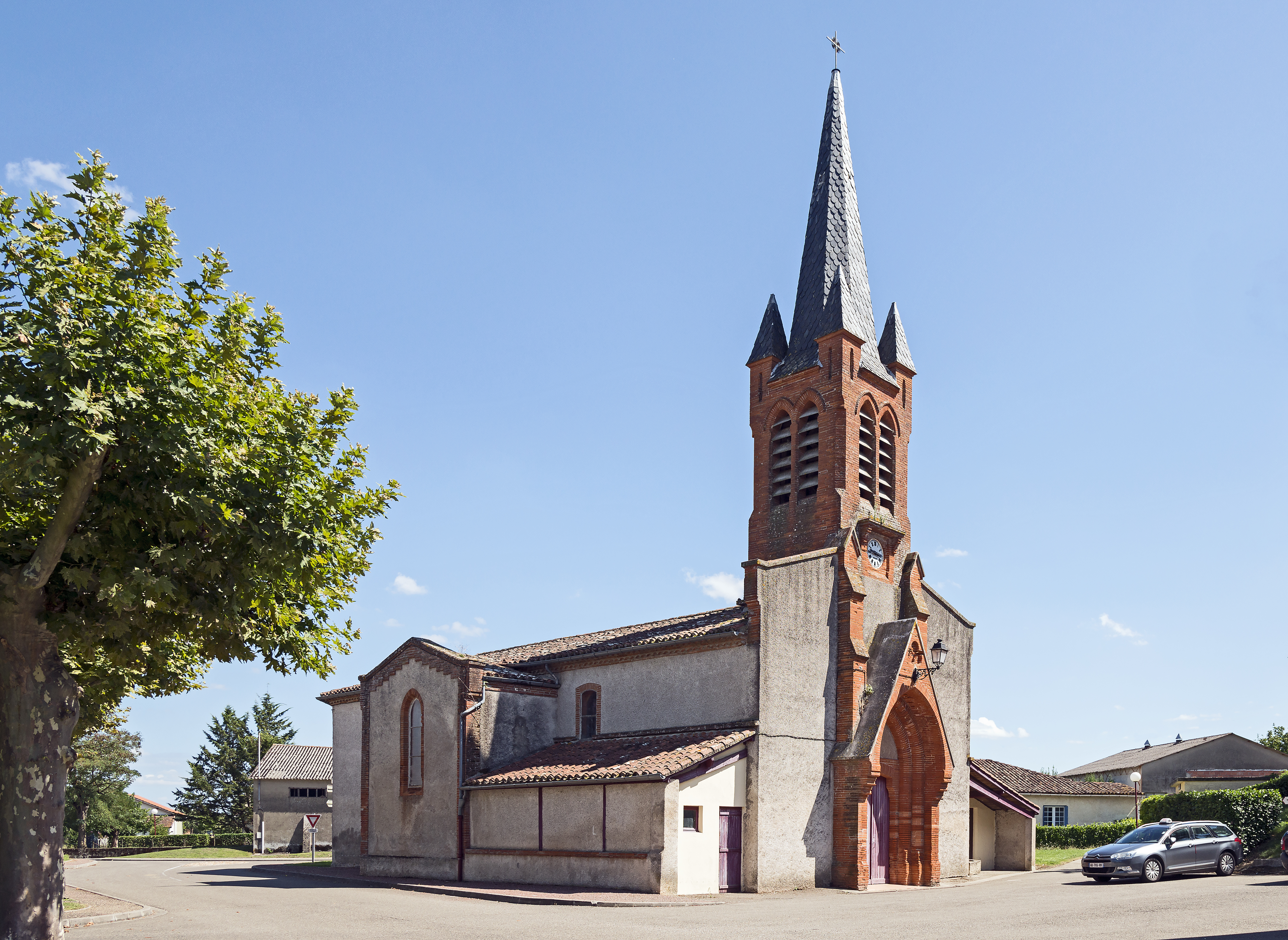
教堂
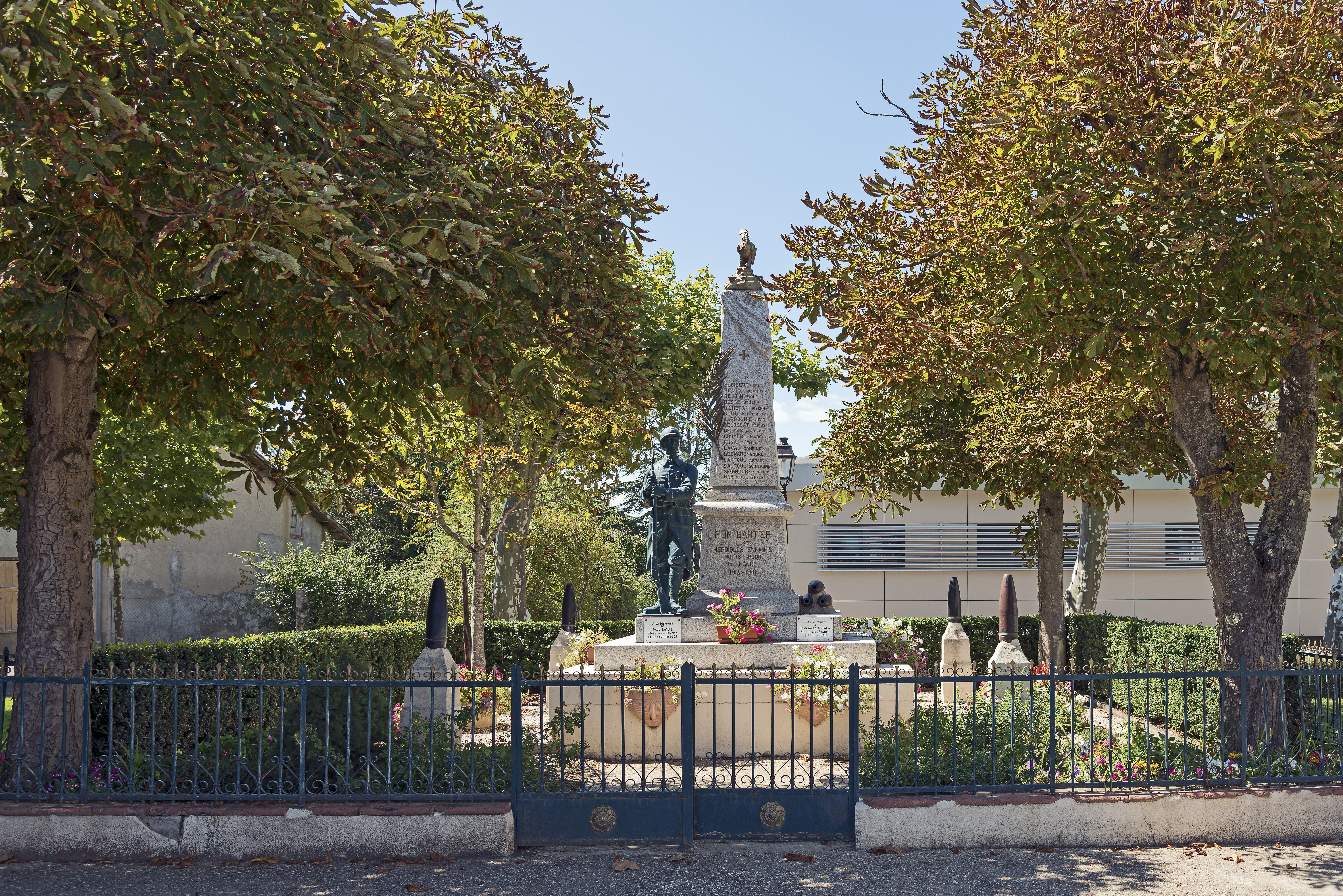
战争纪念碑
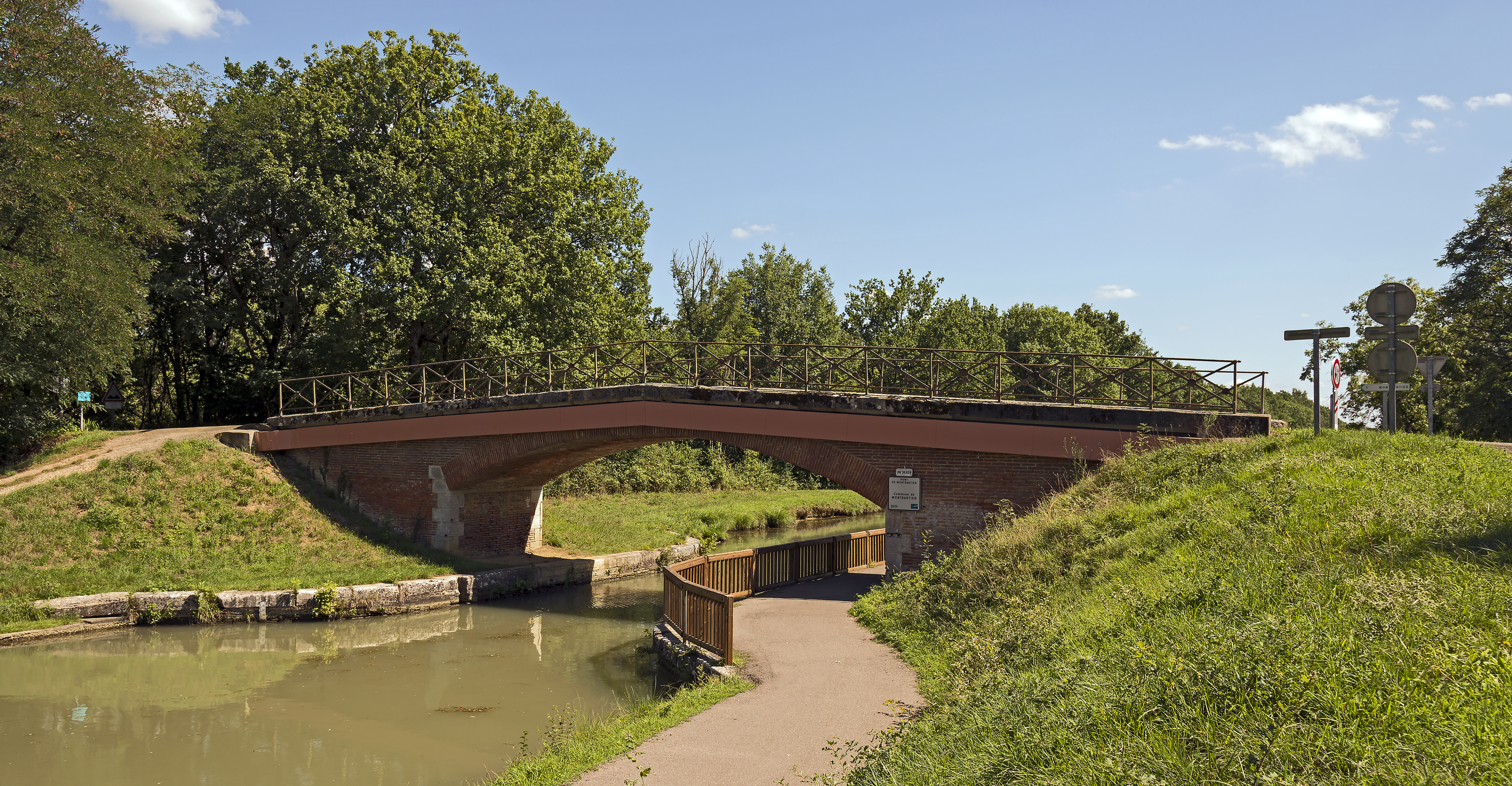
加龙河旁侧运河上的桥梁